# Distretto di San Juan (Huancavelica)
Il distretto di San Juan è uno dei dodici distretti della  provincia di Castrovirreyna, in Perù. Si trova nella regione di Huancavelica.